# Симфония № 2 (Гайдн)
Симфония № 2 до мажор — симфония Йозефа Гайдна, написанная между 1759 и 1761 годами во время работы у графа Морцина. Автограф симфонии утерян.
По мнению Х. Ч. Роббинса Лэндона, симфония № 2, как и № 1, является результатом борьбы чистого стиля барокко и доклассических элементов венской, мангеймской и итальянской школ. При этом в симфонии № 2 композитор возвращается к архаическим секвенциям, однако по структуре и развитию она более современная, чем симфония № 1.
Состав оркестра: два гобоя, фагот, две валторны, струнные (первые и вторые скрипки, альты, виолончели и контрабасы).

## Структура
1. Allegro (до мажор, 2/2)
2. Andante (соль мажор, 2/4)
3. Presto (до мажор, 3/8)